# Paolo Becchetti
Paolo Becchetti (Roma, 1º febbraio 1941 – Roma, 23 aprile 2016) è stato un politico italiano.

## Biografia
Laureato in giurisprudenza e in scienze politiche, è notaio attivo a Civitavecchia e a Roma. 
Negli anni '70 si candidò alle elezioni comunali di Roma con il PSDI, senza risultare eletto. Alle elezioni politiche del marzo 1994 diventa deputato con il Centro Cristiano Democratico, a fine dello stesso anno aderisce a Forza Italia; con tale partito viene rieletto alle elezioni del 1996. Conclude il proprio mandato parlamentare nel 2001.
Successivamente è per due volte presidente di Ferservizi, società del gruppo Ferrovie dello Stato. In seguito tornò alla professione notarile.
Muore a 75 anni, nell'aprile 2016.